# Skraplacz strumienicowy
Skraplacz strumienicowy to strumienica zasilana parą odlotową o możliwie niskim ciśnieniu. Pompuje wodę chłodzącą ze zbiornika próżniowego na zewnątrz wykorzystując energię utajoną pary wodnej przy okazji skraplając ją. Wytwarza próżnię do 92% zużywając 25 kg wody chłodzącej na 1 kg skroplonej pary.
Jest prostym i tanim urządzeniem pozwala podnieść sprawność silników parowych w porównaniu z silnikami pracującymi na wydmuch pary do atmosfery. Zużywa znaczne ilości wody chłodzącej oraz powoduje jej mieszanie ze skroplinami.
Jest rozwinięciem skraplacza mieszającego. Spełnia dodatkowo funkcję pompy skroplin i wody chłodzącej oraz smoczka.
Wyparty został przez skraplacz powierzchniowy.